# Muzeray
Muzeray är en kommun i departementet Meuse i regionen Grand Est (tidigare regionen Lorraine) i nordöstra Frankrike. Kommunen ligger i kantonen Spincourt som tillhör arrondissementet Verdun. År 2022 hade Muzeray 132 invånare.

## Befolkningsutveckling
Antalet invånare i kommunen Muzeray
| Referens: INSEE |